# Dasypteroma perfusaria
Dasypteroma perfusaria är en fjärilsart som beskrevs av Joannis 1912. Dasypteroma perfusaria ingår i släktet Dasypteroma och familjen mätare. Inga underarter finns listade i Catalogue of Life.